# Neosilurus novaeguineae
Neosilurus novaeguineae es una especie de peces de la familia Plotosidae en el orden de los Siluriformes.

## Morfología
• Los machos pueden llegar alcanzar los 21 cm de longitud total.

## Distribución geográfica
Se encuentran en Nueva Guinea.